# Laingaspis lanigera
Laingaspis lanigera är en insektsart som först beskrevs av Robert Malcolm Laing 1929.  Laingaspis lanigera ingår i släktet Laingaspis och familjen pansarsköldlöss. Inga underarter finns listade i Catalogue of Life.